# マッシモ・ブサッカ
マッシモ・ブサッカ（Massimo Busacca, 1969年2月6日 - ）はスイス出身の元サッカー審判員。ティチーノ州モンテ・カラッソ在住で、副業は自営業。1990年に審判員の資格を取得、1999年にFIFAのライセンスを取得し2001年から2011年まで国際審判員として活躍した。。その功績が称えられ、現在はFIFA（国際サッカー連盟）の審判委員会の責任者を務め、審判員の指導も担当している。第2言語として英語を使用できる。

## 担当した主な国際大会

### 2006 FIFAワールドカップ
2006 FIFAワールドカップでは3試合を担当した。
- グループB: スウェーデン代表 vs イングランド代表
- グループH: スペイン代表 vs ウクライナ代表
- 決勝トーナメント1回戦: アルゼンチン代表 vs メキシコ代表

### 2010 FIFAワールドカップ
2010 FIFAワールドカップでは1試合を担当した。
- グループA: 南アフリカ共和国 vs ウルグアイ